# José Mejía Lequerica
José Mejía Lequerica (también llamado José Mexía del Valle y Lequerica) (Quito, 24 de mayo de 1775-Cádiz, 27 de octubre de 1813) fue un catedrático y político criollo quiteño de ascendencia española del Virreinato de Nueva Granada, destacado por su labor como diputado de las Cortes de Cádiz, donde se hizo famoso por sus dotes oratorias.

## Primeros años
José Mejía Lequerica nació el 24 de mayo de 1775 de la relación entre el abogado José Mejía del Valle y Manuela Lequerica Barrioteca, en la parroquia de San Marcos, en la capital de la Real Audiencia de Quito, en el Virreinato de Nueva Granada, actual Ecuador. Su nacimiento fue fruto de una relación ilegítima entre sus padres ya que Manuela estaba casada con Antonio Cerrajería, lo que condicionaría el resto de su vida.
Cuando tenía diez años empezó a estudiar en el Colegio de San Fernando. Desde muy temprana edad destacó como estudiante de gran inteligencia, cursando con tan solo 19 años Gramática Latina, Filosofía y la Sagrada Teología. En 1805 optó por el título de Bachiller en Medicina y luego por el Bachiller de Cánones (Leyes). La Universidad se negó a graduarle hasta que legitimara y limpiara su nombre, pues al ser hijo natural, no se le consideraba apto para el grado. 
En 1796, contrae matrimonio con Manuela Espejo, hermana de Eugenio Espejo un año después de su muerte, y quien es considerado el precursor más importante de la Independencia del actual Ecuador y del cual fue discípulo. Tuvo acceso a su biblioteca personal que había logrado formar a partir de la expulsión de los jesuitas.

## Investigaciones botánicas y viaje a Madrid

### Publicación de Plantas Quiteñas

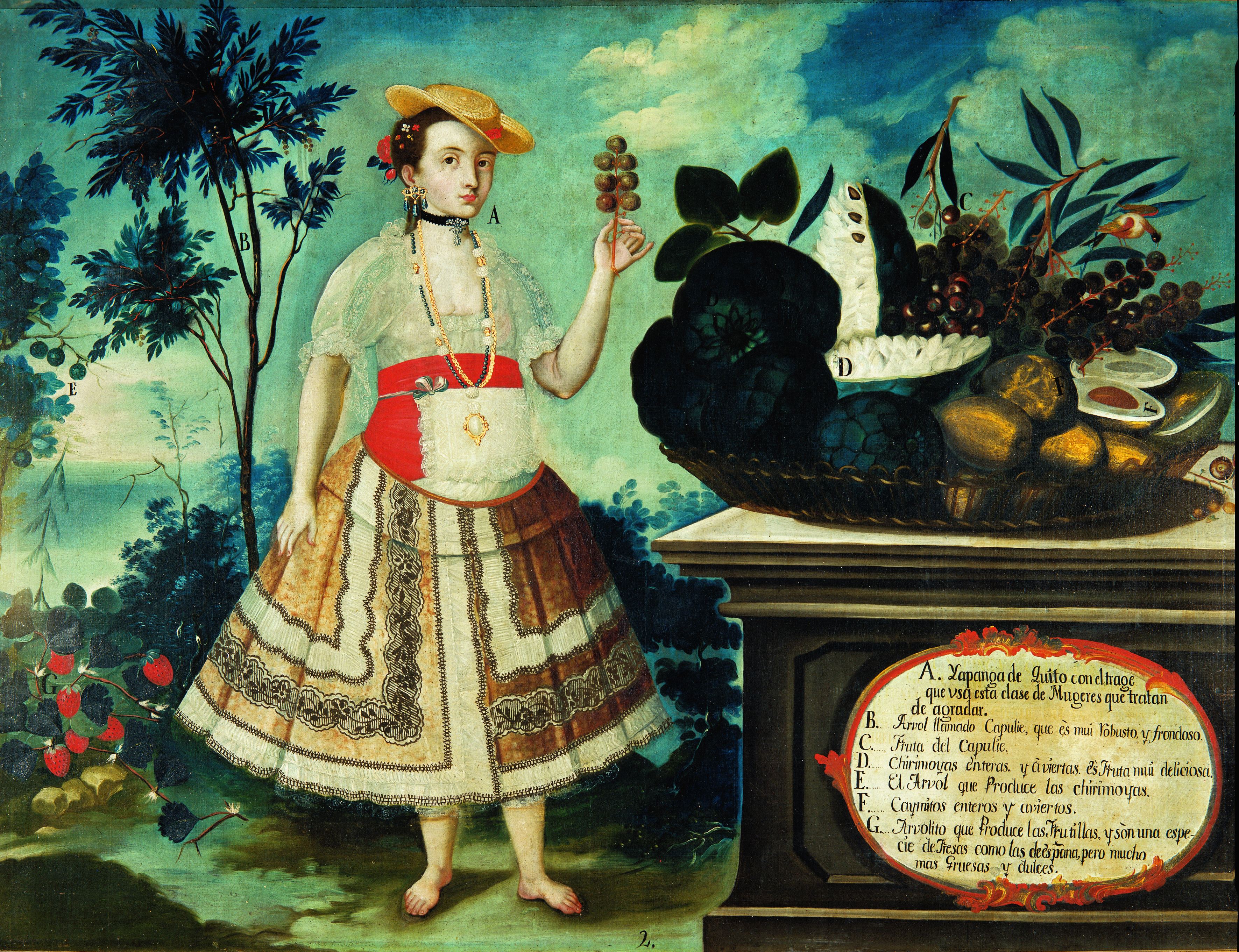
Pintura de Vicente Albán utilizada en la portada del libro de Eduardo Estrella titulado "Jose Mejia: Primer Botanico Ecuatoriano"

Fue un botánico y etnobotánico destacado durante el siglo XIX. Aprendió de Anastasio Guzmán, quien fue un botánico de Andalucía y llegó a realizar estudios en Quito en 1801. En sus investigaciones, Mejía Lequerica, logró describir nuevos géneros de vegetales y lo hacía siempre con un sentido práctico resaltando sus aplicaciones para mejorar la salud de las personas. De manera similar a cómo Pedro Vicente Maldonado estuvo relacionado con la Misión geodésica en el siglo XVIII, Mejía Lequerica entabló amistad con los científicos que formaron parte de la Expedición Botánica que había empezado en 1783 con José Celestino Mutis a la cabeza, que buscaba estudiar las quinas de Loja. Para ello, Mejía Lequerica envío desde Quito a Bogotá esqueletos de plantas, descripciones botánicas en latín y varias láminas. Su gran proyecto se encuentra en el libro Plantas Quiteñas. Lamentablemente solo se ha identificado el segundo cuaderno en el archivo del Jardín Botánico de Madrid. Fue un trabajo que se encuentra inserto dentro de una larga tradición de trabajos naturalistas de Ecuador como el Pedro de Mercado en el siglo XVII o también las investigaciones de Juan de Velasco y la amplísima obra de Pedro Franco Dávila en el XVIII. Desde los años 1799 hasta 1808 los botánicos de España Juan Tafalla y Juan Agustín Manzanilla, así como los pintores José Gabriel Rivera, Xavier Cortés y Vicente Albán recorrieron las principales zonas florísticas de la región costa: Guayas, Los Ríos y Manabí. Sus resultados los publicaron en Flora Huayaquilensis. También investigaron los Andes, en especial la quina de Malbucho, Lita, Cuenca, Loja y Jaén. Lograron describir 32 especies distintas y se logró publicar un libro titulado Flora Quitensis.

El trabajo de Mejía Lequerica se desarrolla durante una época en la que la investigación botánica estaba cobrando mucha importancia: además de la expedición, se encontraba también el trabajo de Anastasio Guzmán quien fuera su maestro, las expediciones que realizaba Alexander von Humboldt en Sudamérica y el trabajo de Francisco José de Caldas. Es más, fue a través de su relación con Caldas que Mejía Lequerica solicitó presentarse a Mutis y ponerse a su servicio. Por su parte Mutis destacaría la pasión y conocimiento de quien se quería convertir en su discípulo y lograría ser "agregado meritorio de la expedición" con la siguiente frase:
“He observado que Mejía ha tomado muy de veras los consejos que usted le dio en su última; desde ese día no piensa, no habla, no respira sino botánica; hace frecuentes salidas a los alrededores, se oculta de mí, pues teme con fundamento que yo posea las yerbas de estas cercanías”
No obstante, a pesar de que Caldas al inicio fue el vínculo entre Mutis y Mejía, después empezó a sentirse amenazado por quien podría convertirse en un rival en los trabajos botánicos desarrollados en la Audiencia. Esto se debió además a que muchas plantas que había descrito Mejía Lequerica en su trabajo, también habían sido parte de las investigaciones de Caldas. Y es cierto, Plantas Quiteñas es un trabajo muy meritorio que pasó a la historia como la primera publicación botánica de Ecuador en basar su sistema en la clasificación de Linneo. Sus investigaciones fueron realizadas entre 1802 y 1806 en una región tropical cercana a Quito, en lo que actualmente es parte de la provincia de Santo Domingo, principalmente.
Su posterior participación en las Cortes de Cádiz lo incluyó en el grupo de tres americanos que se dedicaron a la botánica y representaron a sus territorios durante las reuniones, junto al neogranadino Francisco Antonio Zea y el novohispano Pablo de la Llave.

### Problemas en Quito y defensa militar de Madrid
Las imposiciones sociales y los prejuicios, dificultan la vida de José Mejía Lequerica en Quito y le animan a viajar a España en 1807, antes de que termine la Expedición Botánica. Por ejemplo, En 1803 la administración española bloqueó su acceso a una cátedra de filosofía. También le negarían el título de doctor por razones políticas. En 1805 le negaron la cátedra de medicina, debido a que las reformas a las materias que se enseñaban en la universidad estaban poniendo en crisis el pensum escolástico. Con su insitencia logró ser profesor en la universidad y contó con alumnos destacados como Carlos de Montúfar, quien perseguiría su interés científico en años posteriores. No obstante, es importante destacar que la situación de la universidad era crítica y había habido varios intentos se habían hecho antes, por parte de Pérez Calama y el Héctor Luis de Carondelet para ampliar la cantidad de materias que se enseñaba para incluir matemáticas y ciencia. Por esta razón fue primeramente a Guayaquil donde su mecenas y amigo Juan José Arias-Dávila y Matheu, el Conde de Puñorostro, le ofrecerá la propuesta de ir a Madrid en 1807. Encontró empleo en el Hospital General de Madrid en donde ejercía sus conocimientos que había aprendido de Espejo. Cuando en 1808 las tropas franceses invaden la Península, Mejía Lequerica se une a la lucha contra los invasores, enrolándose en el ejército popular. Sale de Madrid disfrazado de carbonero y tras varias jornadas a pie llega a Sevilla y posteriormente llegar a Cádiz, junto a su fiel amigo el Conde de Puñorrostro, donde vuelve a alistarse en el ejército popular, aquí escribe a Manuela de la Santa Cruz y Espejo, su esposa: 
Si salgo con vida y honra, como lo espero de Dios, tendrás en tu compañía un hombre que habrá mostrado no estar por demás en el mundo.
Mejía, siendo un ilustrado admiraba mucho a la ilustración francesa, sin embargo durante su combate contra ellos, llegó a cambiar de opinión según su correspondencia con su esposa Manuela donde le dice:
¡Ay, Manuela mía! ¡Qué diferentes son los chapetones y los franceses de lo que allá nos figuramos! ¡Qué falsos, qué pérfidos, qué orgullosos, qué crueles, qué demonios estos! (…) Al contrario, los españoles, ¡qué sinceros, qué leales, qué humanos, que benéficos, qué religiosos y qué valientes! Hablo principalmente del pueblo bajo y del estado medio; porque en las primeras clases hay muchos egoístas, ignorantes, altaneros y mal ciudadanos…

## Cortes de Cádiz

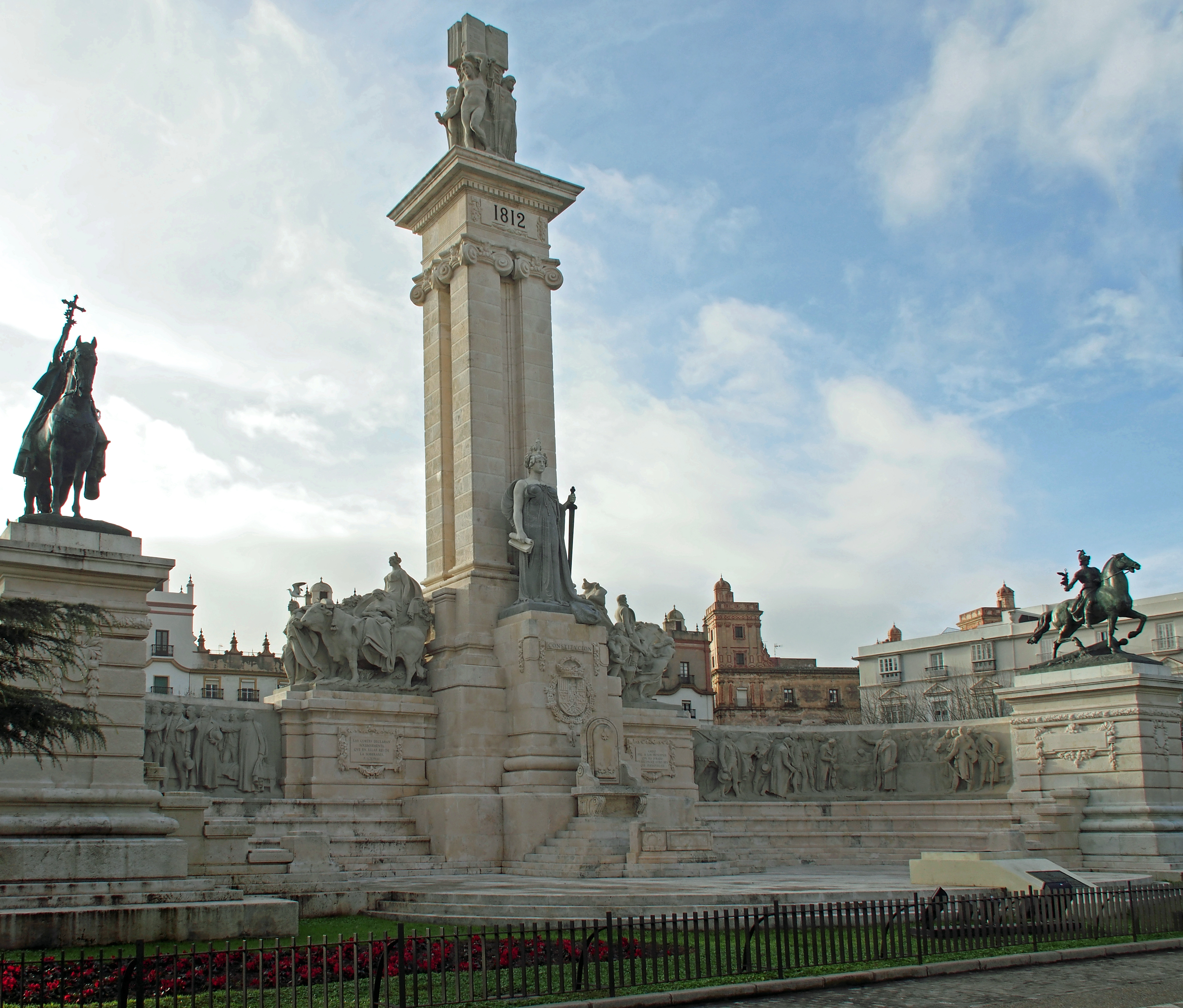
Monumento a las Cortes de Cádiz, donde consta la placa que hace referencia al diputado Mexía Lequerica

Fue durante este momento que la Junta Central y después de la Regencia convocó a Mejía Lequerica a las Cortes. Fue designado diputado suplente por Quito, mientras que Matheu fue por Santafé de Bogotá (a pesar de que este último nació en Quito, el hecho de representar a un territorio que se encuentra actualmente en Colombia hace que frecuentemente no se lo tome en cuenta en la historia). Desde que las Cortes se instalaron el 24 de septiembre de 1810 en San Fernando (Cádiz), Mejía defendió los derechos y las necesidades de América, la libertad de expresión y de imprenta y criticó duramente a la Inquisición en discursos llenos de brillantez y vehemencia, lo que le convirtió en uno de los más aplaudidos oradores de las sesiones de Cortes. Tras los trágicos acontecimientos en Quito del 2 de agosto de 1810, Mejía Lequerica intervino en Cádiz en defensa de la causa de los próceres asesinados, obligando al presidente Molina, entonces al mando de la Real Audiencia de Quito, a dar explicaciones públicas de lo acontecido. Fue un diputado que destacó por su educación, se alió a los liberales, entabló amistad con Agustín de Argüelles en los primeros momentos del constitucionalismo gaditano, aunque cuando proponía su posición americanista a veces no veía respaldo en este grupo por lo que se fue alejando paulatinamente. Participó además en varias comisiones de las Cortes dentro de las que destacan: la instalación de las Cortes, sanidad pública, de examen de empleos vacantes, sobre el reglamento del poder ejecutivo, de la organización del gobierno, sobre el tribunal de Hacienda, acerca de las infracciones a la Constitución y de la encargada del traslado a Madrid del gobierno. Publicó además en el periódico La Abeja, parte de la prensa liberal en Cádiz.
Una de sus propuestas fue que en el Estado Liberal basado en los tres poderes, Ejecutivo, Legislativo y Judicial, siguiendo a Montesquieu, se les cambiase los tratamientos honoríficos. Al Ejecutivo se le debería tratar de Alteza, algo que compartiría con el Rey y las Cortes. A los Tribunales Superiores (Judicial) el de Nación y a las Cortes (Legislativo) el de Majestad. Su propuesta rompía con la manera en que se trataba honoríficamente a los poderes ya que el término Majestad estaba reservado para el monarca y ahora debía ser para la Corte, que representaba ahora la soberanía a partir de la Constitución. Las Cortes accedieron a su propuesta sin discusión, lo que simbólicamente significa mucho: un diputado americano, proveniente de un nacimiento ilegítimo, de una de las jurisdicciones más pequeñas de la monarquía, propuso una de las grandes conquistas del liberalismo hispano.

### Propuestas en las Cortes

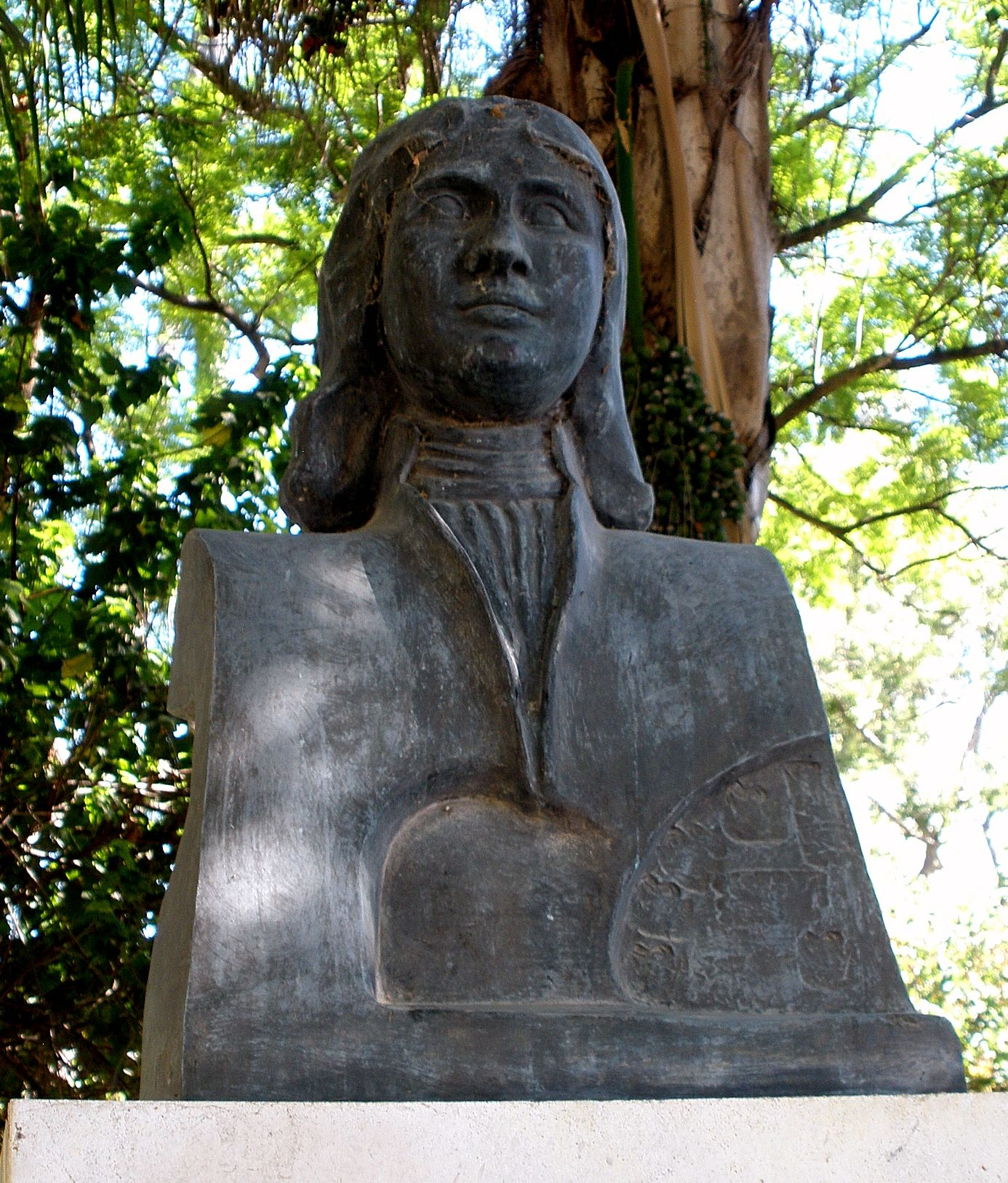
Busto memorial de José Mejía Lequerica en la Plaza de España de Cádiz

La postura de Mejía era al mismo tiempo liberal y autonomista. Junto con Vicente Morales Duárez y Ramón Power buscaron hacer una propuesta que no solamente haga valer su presencia sino también respetar sus derechos. Reclamaban tres puntos:
1. Igualdad de derechos respecto a los españoles europeos
2. Extensión de su representación nacional como parte integrante de la monarquía
3. La proclamación de una amnistía a los encausados en movimientos insurgentes americanos

No obstante, esto no terminó ahí, puesto que el 16 de diciembre los diputados americanos presentaron una serie de once proposiciones que simbolizaban las reformas por las que se había luchado durante los últimos años:
1. Representación proporcional equitativa en las presentes Cortes
2. Igualdad de derechos de los americanos, españoles e indios para poder ejercer cualquier cargo político, eclesiástico o militar
3. Distribución de la mitad de los cargos en favor de los naturales de cada territorio
4. Creación de comités consultivos para la elección de cargos públicos entre los residentes de la localidad
5. El restablecimiento de la orden de los jesuitas
6. Libertad de cultivo y de manufacturas
7. Libertad de importación y exportación de toda clase de productos a España y a los países neutrales
8. Libertad de extracción de mercurio
9. Libertad de comercio entre las posesiones de América y Asia
10. Libertad de comercio entre cualquier puerto de América y Filipinas con otras regiones de Asia
11. Supresión de todos los monopolios del Estado y de particulares

Las propuestas eran problemáticas para los habitantes de la península puesto que ya para ese momento la población en la América española que rodeaba los 15 millones había superado a la de la España peninsular que se encontraba en los 10 millones.

### Defensa de la libertad de imprenta

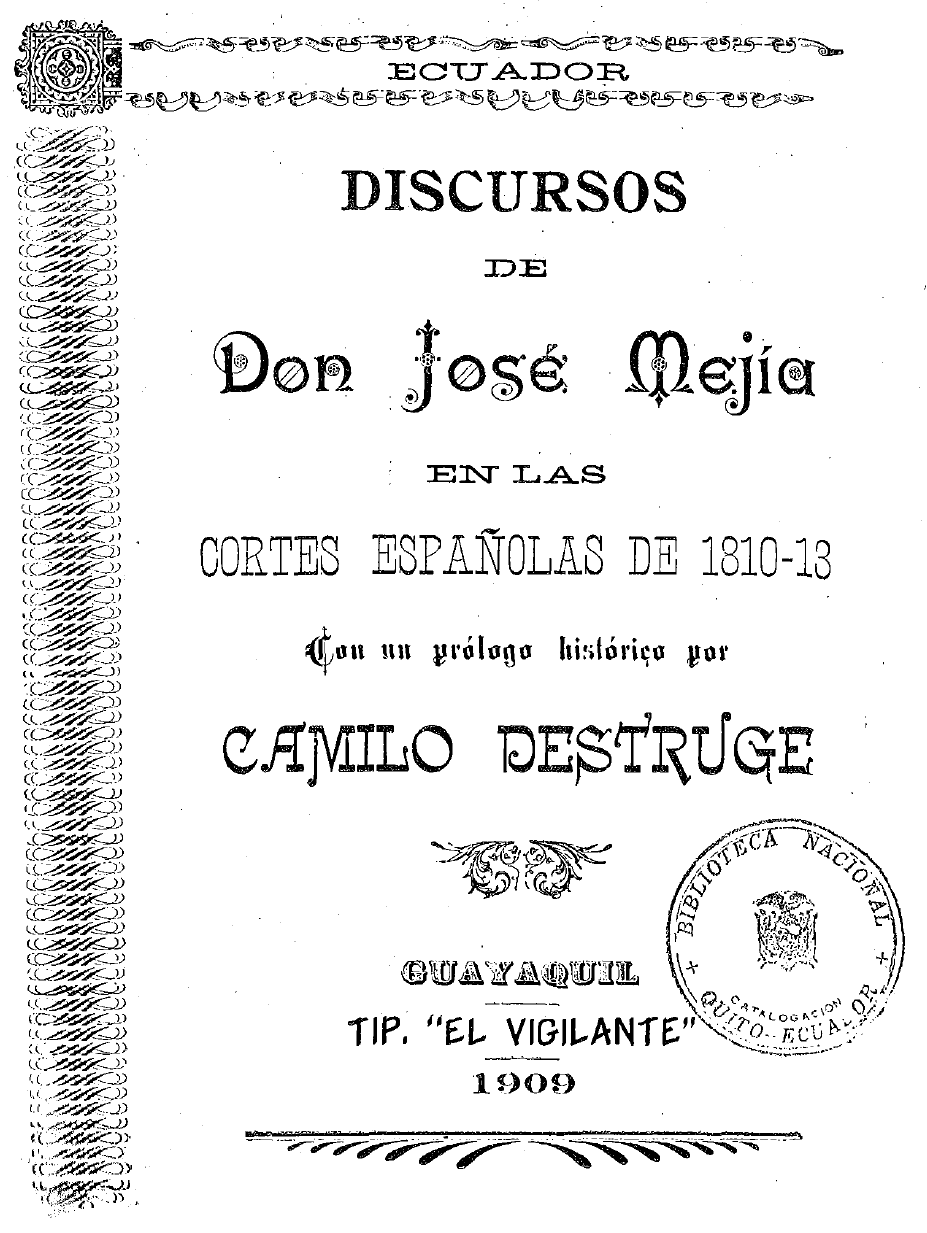
Discursos de Mejía Lequerica en las Cortes de Cádiz publicadas con un estudio histórico de Camilo Destruge

Siguiendo a su maestro Eugenio Espejo y a su esposa Manuela Espejo quienes habían empezado el periodismo en la Real Audiencia de Quito, Mejía Lequerica también defendió la libertad de imprenta en su publicación, edición y difusión:
Lejos, pues, de nosotros vulgaridades; odi profanum vulgus. Si queréis ser libres, Diputados, con una libertad de imprenta, verdadera, útil, durable y no expuesta a mayores abusos, abolid, en toda materia y sin restricción alguna, toda, toda censura prevista; ¡pero disponeos desde ahora a castigar a todos los que abusando de este vuestro don munificentísimo (generoso), aunque muy justo, vulneren la Religión o la soberanía o degraden al ciudadano! Tal es el objeto del reglamento que he tenido el honor de presentaros el memorable día del cumpleaños de nuestro idolatrado Fernando.

### Reforma al sistema judicial
Mejía Lequerica buscó con sus intervenciones abolir el repartimiento que practicaban los corregidores. Es decir quería acabar con el privilegio potestativo que daba el régimen monárquico a los funcionarios reales y a la nobleza para la detentación de la justicia. Podemos ver en este fragmento de su discurso:
El juez, para ser imparcial, es menester que no tenga parte en estas cosas que se venden: porque desde que es parte, es interesado; y esto sucede con los indios. En sus pequeños pueblos no tienen otros negocios que un pequeño comercio entre unos y otros; y si el interesado en estos es el juez, nunca podrá proceder con justicia.

### La democracia transparente
Durante sus intervenciones también topó el tema de la transparencia. Buscó enérgicamente lograr la elección nominal de los diputados. Además luchó por una independencia en las elecciones para garantizar el proceso democrático, sobre ello sentenció:
El Gobierno no debe mezclarse en ellas (las elecciones). El pueblo debe tener absoluta libertad para elegir a quien quiera, porque estoy seguro de que aun cuando eligiere al hombre más raro del mundo, en haciéndolo por su gusto sería verdadero representante, porque en esto está la libertad del pueblo: que aun cuando se eligiese al hombre mejor y benemérito del mundo, si su elección se hiciera por medios ilegales no sería verdadero representante.

### La prohibición del comercio de esclavos
Mejía buscó convencer acerca de la prohibición del comercio de esclavos con un argumento ingenioso: plantear el problema como una estrategia diplomática con Gran Bretaña. Es decir apoyar la abolición de la esclavitud que venían impulsando los ingleses desde los inicios del siglo XIX para cumplir con la reciente ley que se había promulgado ahí, prohibiendo el comercio de esclavos. El 2 de abril, defendió la propuesta que había presentado Agustín Argüelles, (que incluía también la abolición de la tortura):
Me opongo absolutamente a semejante determinación. Las proposiciones del señor Alcocer han pasado a esta Comisión, porque encierran un caso distinto cual es de abolir la esclavitud, negocio que requiere mucha meditación, pulso y tino, porque el libertar de una vez una inmensa multitud de esclavos, a más de arruinar a sus dueños, podrá traer desgraciadas consecuencias al Estado; pero impedir la nueva introducción de ellos, es una cosa urgentísima. Yo no haré más apuntar dos· razones. Primera: hay muchas provincias en América cuya existencia es precaria, por los muchos esclavos que con las nuevas introducciones se aumentan a un número indefinido. Segunda: hay una ley en Inglaterra que prohibe el comercio de negros en todos los dominios de S.M. Británica, a quien se le ha encargado por el Parlamento que en todos los Tratados que haga con las demás potencias, las induzca a lo mismo. En virtud de este encargo, acaba. V.M. de ver qué se ha puesto un articulo expreso aboliendo este comercio, en la alianza firmada con Portugal. ¿Aguardaremos a que nuestros aliados nos lo vengan a enseñar y exigir?

## Periodismo en la Abeja Española

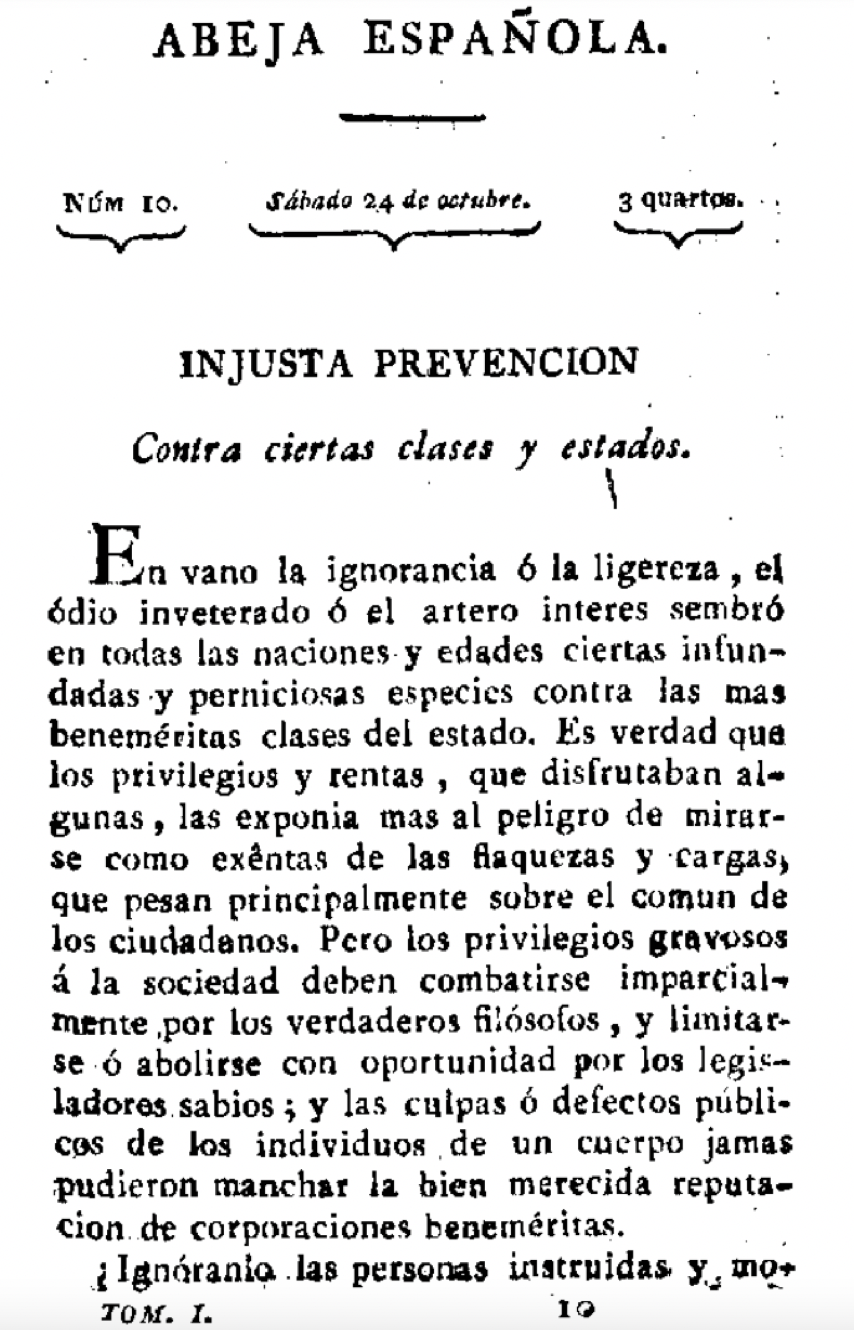
La Abeja Española, N° 10 donde Mejía defiende a la marquesa de Astorga traductora de "Los derechos y deberes de un ciudadano"

Este diario, satírico-político comenzó a publicarse en Cádiz desde el 12 de septiembre de 1812. Tenía un tono irónico y sarcástico, se enfocaba en las noticias actuales. Fue fundado por Bartolomé José Gallardo, quien fuera también su redactor (y había causado mucha polémica con su Diccionario crítico-burlesco). Mejía Lequerica escribió varios artículos antes de su muerte repentina y además defendió las publicaciones frente a las Cortes. Destacó especialmente la polémica que suscitó el segundo número de La Abeja al denunciar las dificultades que implicaba enseñar el dogma de la inmortalidad del alma, sin embargo, fiel a la causa, Mejía Lequerica hizo suyas las proposiciones ahí escritas y prometió defenderlas incluso ante un Concilio. Declaró conocer al autor y defender su fe como católico practicante.
Su participación dentro de este diario significó establecer relación con gran parte de los diputados y políticos importantes de esa época como: José de San Martín, Francisco de Miranda, Fray Servando de Mier, Henry Welleslley, representante diplomático inglés en España, y su hermano, el Duque de Wellington. Ese último había sido nombrado, gracias a la persuasión de Mejía Lequerica, como jefe supremo de las fuerzas aliadas con el objetivo de combatir la invasión francesa de España. El plan inicial era nombrar a Luis Felipe, Duque de Orleans y heredero del trono francés, sin embargo esta decisión fue rebatida por Mejía Lequerica con tal elocuencia que creó una reacción favorable entre los ingleses. De ahí la famosa referencia de la Carte de John Hobhouse dirigida a Lord Byron donde le cuenta sobre el destacado rol de "un tal Mejía, diputado por Lima".
Las Cortes quisieron nombrar para ese puesto a Luis Felipe, Duque de Orelans, heredero del trono francés, pero “esa opinión fue rebatida tajantemente por Mejía”. El célebre Lord Byron recibe en ese tiempo una carta de su amigo el Barón John Hobhouse, el 6 de octubre de 1810. Le habla del papel de “un tal Mejía, diputado por Lima” Además, en el periódico La Abeja, había publicado unos documentos del Duque de Weillington que habían sido considerados reservados. Por esta razón se anunció su enjuiciamiento por las Cortes, ante lo cual presentó su renuncia.
Además, con el periódico dedicó la décima edición a alabar a la traducción de Los derechos y deberes de un ciudadano de Gabriel Bonnot de Mably, hecha anónimamente, aunque después comprobado historiográficamente que pertenecía a la Marquesa de Astorga, y como era costumbre en las mujeres de esa época mantuvo su anonimato para evitar represalias.

## Investigaciones históricas de su figura

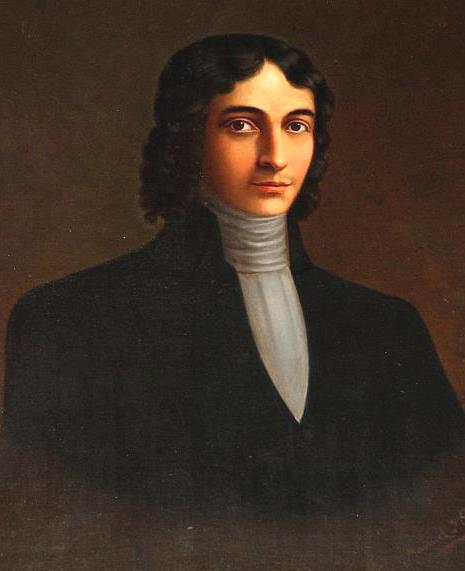
José Mejía Lequerica, prócer de la Independencia ecuatoriana. Óleo sobre lienzo del pintor quiteño Manuel Salas Alzamora. La obra se encuentra en el Salón del Consejo de Embajadores del Palacio de Najas (Quito).

En sus discursos avizoró algunos de los acontecimientos que se sucedieron luego de su muerte, como la caída del Imperio Español en la América hispana. Sobre José Mejía destaca el historiador ecuatoriano Pedro Fermín Cevallos:

Mortal enemigo del despotismo defendió en las Cortes de España los derechos del pueblo español con valor y ardorosamente, los de América con ingenio y elocuencia, y los de Quito, su tierra natal, con ternura y con amor. Sus principios liberales, pero comedidos, fueron expuestos en «La Abeja», periódico que lo dirigían principalmente Mejía y Bartolomé José Gallardo.

Carlos Lebrun, en su obra  Retratos Políticos de la Revolución de España, dice sobre José Mejía:

«Mejía, hombre de mundo, como ninguno en el congreso. Conocía bien los tiempos y a los hombres; y los liberales lo querían como liberal, pero lo temían como americano... De la discusión más nacional y española por su materia, hacía él una discusión americana. En sus discursos en medio de su natural afectación y frialdad de lenguaje, no se veía nunca bien a donde iba a parar, hasta que en las réplicas que se le hacían aprovechaba por sorpresa la ocasión de dar un tornillazo. Sabía callar y hablar, y aunque hablaba de todo parecía que no le era extraña ninguna materia. Si se trataba de disciplina eclesiástica y sus leyes, parecía un canonista; si de leyes políticas y civiles, un perfecto jurisconsulto; si de medicinas y epidemias, un profesor de esta ciencia por mote, que no enseña más que oscuridades, dudas y miedos. No decimos que hubiese en esta universalidad de saber algo de mañosidad y arte para presentar su caudal todo en cada materia que se trataba, como si fuera solamente una corta parte del que tenía, ni que al uso de las ideas que poseía no le diese su destreza una ilusión óptica que aumentase considerablemente su volumen; pero aun para esto es menester suponerle talento, tino de sociedad, conocimiento de los hombres y del concurso y contrincantes, y una facilidad de coger los objetos que se le presentaban, aunque fuese sólo por una de sus faces, que no deja duda de que era verdad lo que se creía generalmente de él; que era de los primeros hombres de las Cortes...».

Era tal la elocuencia de Mejía y su conocimiento enciclopédico, que se le conoció como el Mirabeau americano, según relata Segundo Flores:

«Sólo el diputado y célebre orador americano Mejía, con quien por cierto estaba Gallardo a la sazón torcido, tuvo bastante grandeza de alma para salir a vindicarle, pronunciando en su defensa un discurso notable por su ardimiento y por su habitual elegancia, el cual produjo en las Cortes un efecto tan favorable, que decidieron inmediatamente no haber lugar a tomar en consideración la propuesta hostil que se discutía. Gallardo se mostró siempre tan profundamente reconocido a este generoso servicio del Mirabeau americano, como sentido (si no resentido) de la conducta vergonzosa de los diputados extremeños que he nombrado en mi primer artículo...».

Defendió que las Cortes permanecieran en Cádiz porque certificó, con sus conocimientos médicos, que no había peligro de contagio de fiebre amarilla. Sin embargo, él mismo contrajo la enfermedad y murió en Cádiz el 27 de octubre de 1813. Sus restos fueron exhumados en 1814 y se perdieron en el cementerio de San José.
Su testamento se conserva en el Archivo Provincial (Casa de las Cadenas), en la calle Cristóbal Colón (Cádiz).
Como todos los diputados (americanos, europeos y el filipino llegado a Cádiz) trabajó para dar a Iberoamérica una constitución unitaria por la que serían ciudadanos "todos los españoles de ambos hemisferios":

«Todos los españoles de ambos hemisferios componemos un solo cuerpo, formando una misma nación; es preciso que, así como somos iguales en los derechos, lo seamos también en las obligaciones, cualquiera que sea el punto de la monarquía que sufra el peligro que motive los sacrificios. Al pronunciarlo me lisonjeo de ser intérprete fiel de los sentimientos de América; pues esta se halla tan lejos de ceder á las maquinaciones del tirano de Francia (como se ha tenido la temeridad de suponerlo con respecto á los países en comocion) que ni un solo hombre , entre los muchos millones que la componen, detesta menos la atroz barbarie de estos feroces vándalos, que los desgraciados pueblos de la península que han sido lastimosa víctima de sus sacrilegios, de su brutalidad y de su carnicería. Todos los americanos anhelan á permanecer españoles. (...) Por lo que á mí toca, creo que el mejor modo de manifestarse españolas nuestras provincias ultramarinas, es permanecer unidas con la libre patria común, que á manera de un árbol frondoso, extendió sus ramas por esas dilatadas regiones. Y á decir verdad , la nación española no es más que una gran familia, que, viniéndole estrecho el antiguo mundo, se dilató por los inmensos espacios del nuevo : esto es , que no cabiendo en su primitiva casa la aumentó con nuevas habitaciones , pero siempre baxo de un mismo techo, es decir, á la sombra y amparo de una misma soberanía. Con que, siendo todos nosotros una sola nación, una misma familia y una indivisa fraternidad, no encuentro el menor inconveniente, antes sí justos motivos, para que nuestros hermanos lleven en las Américas iguales cargas que en la península.»

## Investigaciones, escritos y discursos
A pesar de la corta vida de Mejía, fue una persona muy activa que buscó a través de sus ideas cambiar la sociedad. Sus escritos son principalmente:
- Plantas Quiteñas
- Discursos en las Cortes de Cádiz
- Artículos en el periódico la Abeja Española
- Travesuras Poéticas, Primer Ensayo de Don José Mexía del Valle y Lequerica

## Legado y homenajes

### Legado
El Palacio Legislativo, sede de la Asamblea Nacional del Ecuador que cuenta con dos cámaras, puesto que anteriormente por constitución la asamblea estaba conformada bicameralmente, tiene el nombre de Mejía Lequerica en uno de ellos. Esta excámara del Senado tomó el nombre a partir de la reforma constitucional de "Salón de la Libertad José Mejía Lequerica". La otra cámara por su parte se llama Nela Martínez. De esta forma cada cámara de la Asamblea lleva al nombre del hombre más destacado en el congreso, así como de la primera mujer asambleísta en la historia del Ecuador. Años más tarde de su participación en las cortes de Cádiz buscando la abolición de la esclavitud, durante la época marcista de los gobiernos liberales sería José María Urbina quien finalmente lograría la manumisión de los esclavos. En la siguiente presidencia, en cambio Francisco Robles lograría aprobar el Código Civil del Ecuador, que con varias reformas ha sido uno de los cuerpos legales más estables en la historia de ese país, más que la constitución que tiende a cambiar frecuentemente. Durante los cambios constitucionales sin embargo, se encuentran contenidos varios de los derechos por los cuales Mejía Lequerica peleó en Cádiz como la libertad de prensa y la libertad de culto. Por otro lado, su lucha por la tolerancia religiosa se vería completada durante la revolución liberal ecuatoriana. A partir de ahí se crearían nuevos colegios laicos y por propuesta del político e historiador Celiano Monge se usó su nombre para el principal colegio laico de Quito, bautizado en su honor como Instituto Nacional Mejía, en 1897. En 1883 en la presidencia del Dr. Luis Cordero Crespo se eleva a la categoría de Cantón de la provincia de Pichincha, al territorio que llevará su nombre, mediante decreto del Gobierno Provisional de entonces, teniendo como cabecera cantonal a Machachi. En Madrid se le homenajeó en 1910 con una calle con su nombre.

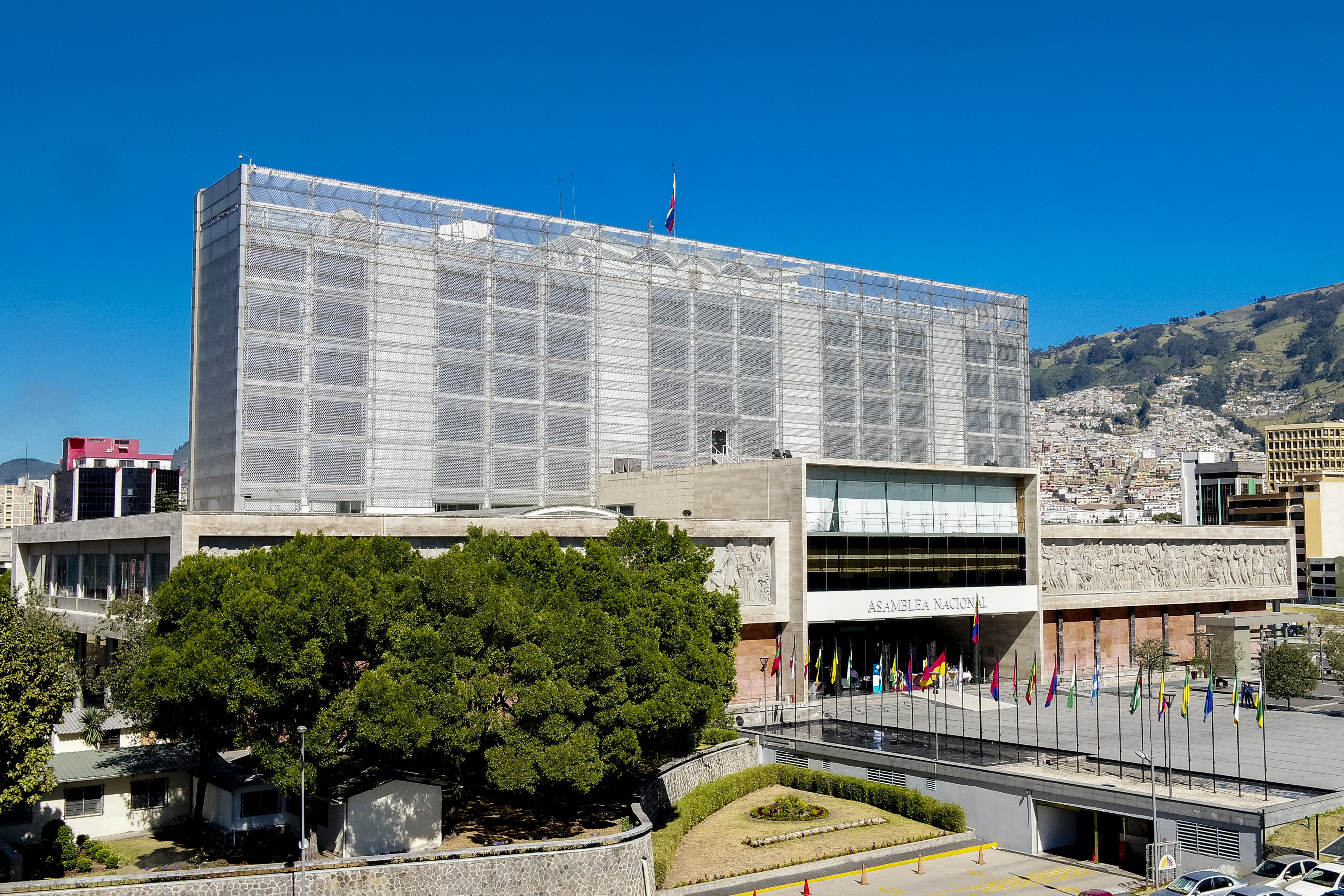
Palacio Legislativo de Ecuador
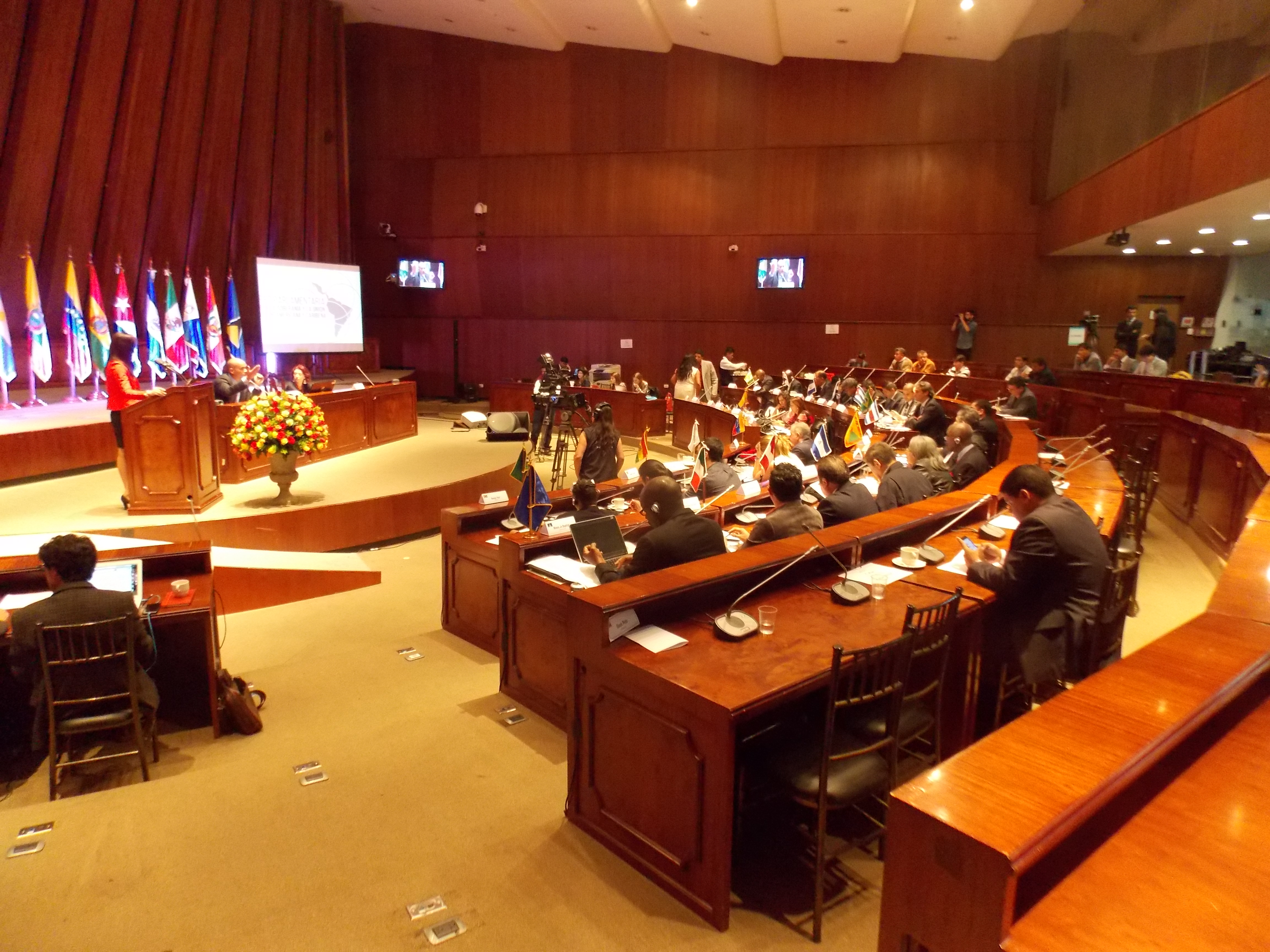
"Salón de la libertad" José Mejía Lequerica
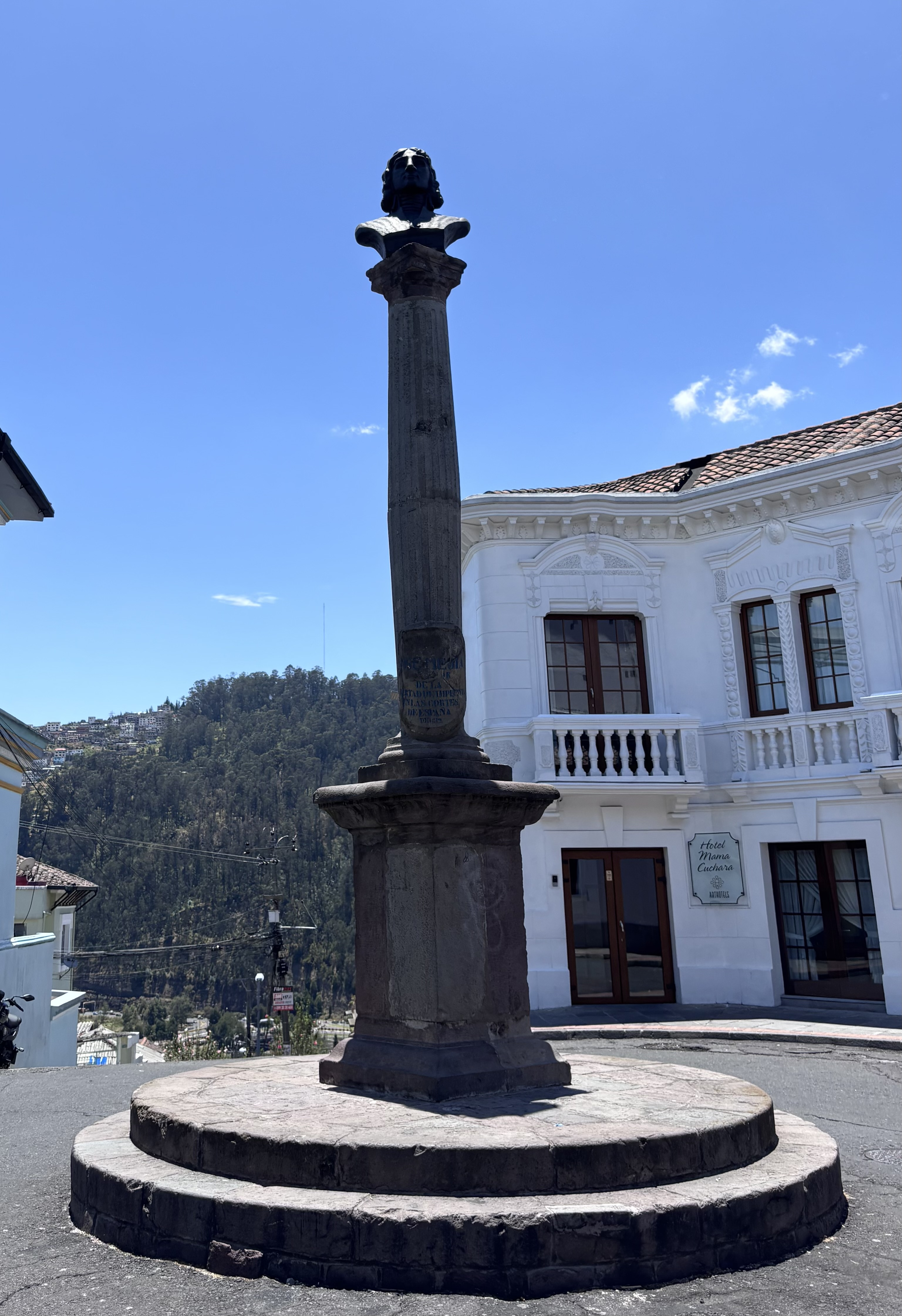
Monumento a José Mejía Lequerica en el barrio de La loma grande, Quito.
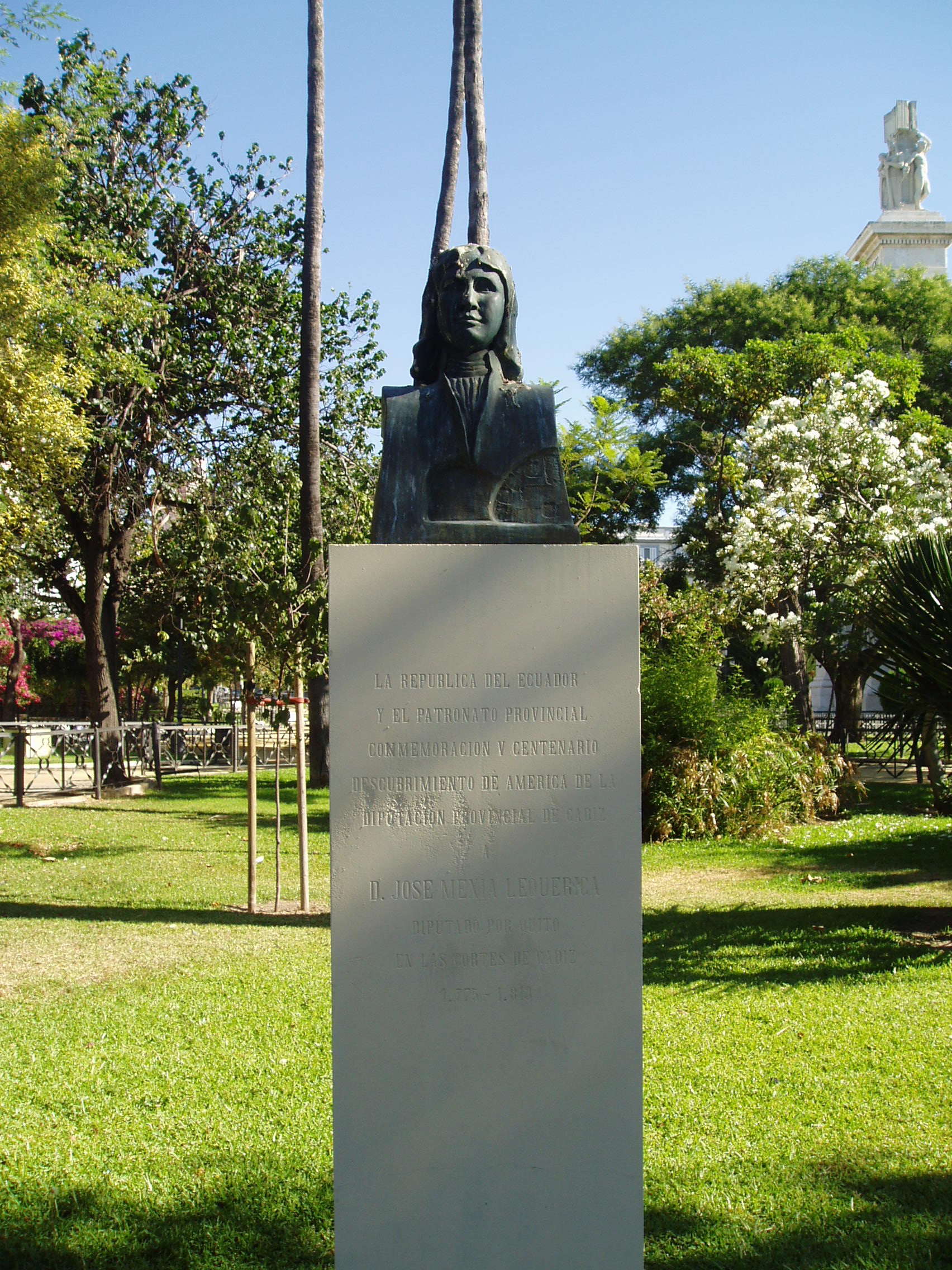
Busto de José Mejía Lequerica en Cádiz
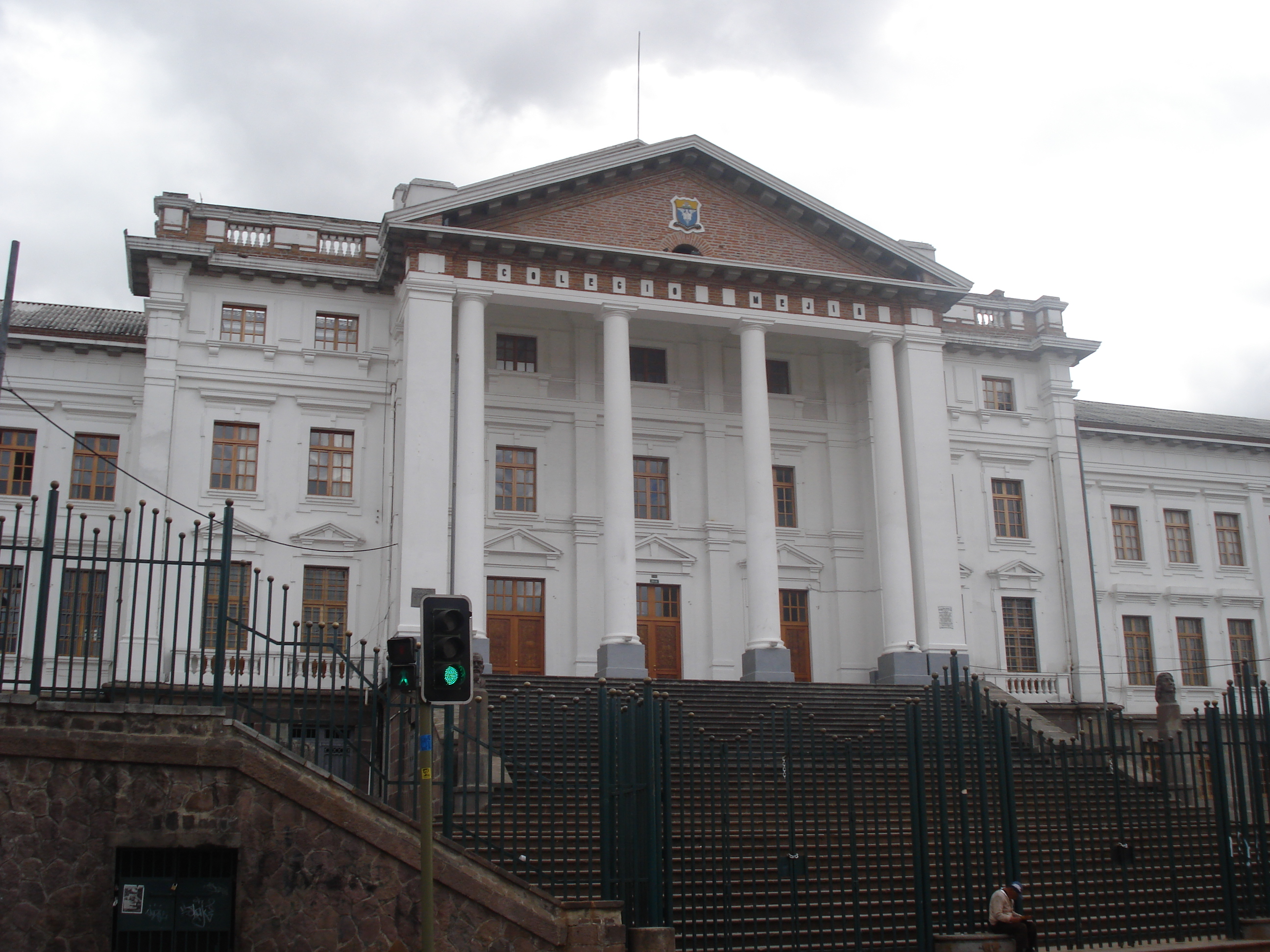
Instituto Nacional Mejía en Quito

### Memoria
Aunque su prematura muerte le impidió volver al Virreinato, donde podría haber jugado un importante papel en la política de la nueva República —como sí pudieron hacerlo sus compañeros diputados en Cádiz, como José Joaquín de Olmedo, quien fue vicepresidente de la República durante el gobierno de Juan José Flores— Mejía es recordado por su valiente defensa de los derechos civiles, como la libertad, la independencia y el pensamiento libre.

Sobre él se pronunció Olmedo en los siguientes términos:
Poseyó todos los talentos, amó y cultivó todas las ciencias, pero sobre todo amó a su patria y defendió los derechos del pueblo español con la firmeza y la virtud, con las armas del ingenio y de la elocuencia y con toda la libertad de un representante del pueblo.
Sobre él, Menéndez Pelayo haría referencia y destacó su "ingenio y rica cultura". Consideraba además que durante sus intervenciones en las cortes:
"a todos aventajaba en la estrategia parlamentaria, que pareció adivinar por instinto en medio de aquel Congreso de los legisladores inexpertos".